# 320-329
De jaren 320-329 (van de christelijke jaartelling) zijn een decennium in de 4e eeuw.

## Belangrijke gebeurtenissen
Romeinse Rijk
- 324 : Slag bij Chrysopolis. Licinius wordt verslagen, Constantijn wordt enig keizer.
- 325 : Constantijn hervormt het Romeinse Rijk in praefecturae praetoriones en wil de hoofdstad van het Rijk verplaatsen.
- 326 : Crispus, de oudste zoon van Constantijn wordt ter dood veroordeeld na beschuldiging van verkrachting. Door het wegvallen van Crispus staat de weg open voor Fausta, de vrouw van Constantijn, om haar eigen zoons naar voren te schuiven om de keizer op te volgen. Constantijn ontdekt dat de beschuldiging tegen Crispus onterecht is en laat hierop Fausta ombrengen.

Christendom
- 320 : Bisschop Arius wordt door Patriarch Alexander van Alexandrië geëxcommuniceerd.
- 325 : Het Eerste Concilie van Nicea wordt gehouden. Men besliste er over de leer van de Katholieke Kerk. Het arianisme wordt er veroordeeld. Ook wordt de berekening vastgesteld van de datum waarop Pasen valt: de eerste zondag na de eerste volle maan na het begin van de lente.
- 328 : De bestrijder van het arianisme Athanasius volgt Alexander van Alexandrië op.

## Kunst en cultuur
- Vroegchristelijke kunst

## Heersers

### Europa
- Romeinse Rijk: Constantijn de Grote (306-337)
  - oostelijk keizer: Licinius (308-323)

### Azië
- Armenië: Tiridates III (298-330)
- India (Gupta's): Chandragupta I (320-335)
- Japan (traditionele datum): Nintoku (313-399)
- Perzië (Sassaniden): Shapur II (309-379)

### Religie
- paus: Silvester I (314-335)
- patriarch van Alexandrië: Alexander I (313-328), Athanasius (328-373)
- patriarch van Antiochië: Vitalis (314-320), Filogonus (320-323), Paulinus van Tyrus (323-324), Eustathius (324-337)

<< · 320 · 321 · 322 · 323 · 324 · 325 · 326 · 327 · 328 · 329 · >>
<< · 300-309 · 310-319 · 320-329 · 330-339 · 340-349 · 350-359 · 360-369 · 370-379 · 380-389 · 390-399 · >>